# シネマアイリス
函館市民映画館シネマアイリス（はこだてしみんえいがかんシネマアイリス、CINEMA IRIS）は、北海道函館市にある映画館（ミニシアター）。五稜郭公園の近くにある。運営は有限会社アイリスであり、コミュニティシネマのひとつとされる。

## 沿革
- 1996年 - 函館市民映画館シネマアイリスが開館
- 2017年 - 館内のシートを新装[1]

## データ
- 所在地：北海道函館市本町22-11 グリーンエステート1階
- アクセス : 函館市電湯の川線五稜郭公園前停留場から北に徒歩2分
- 座席数：71席

## 歴史

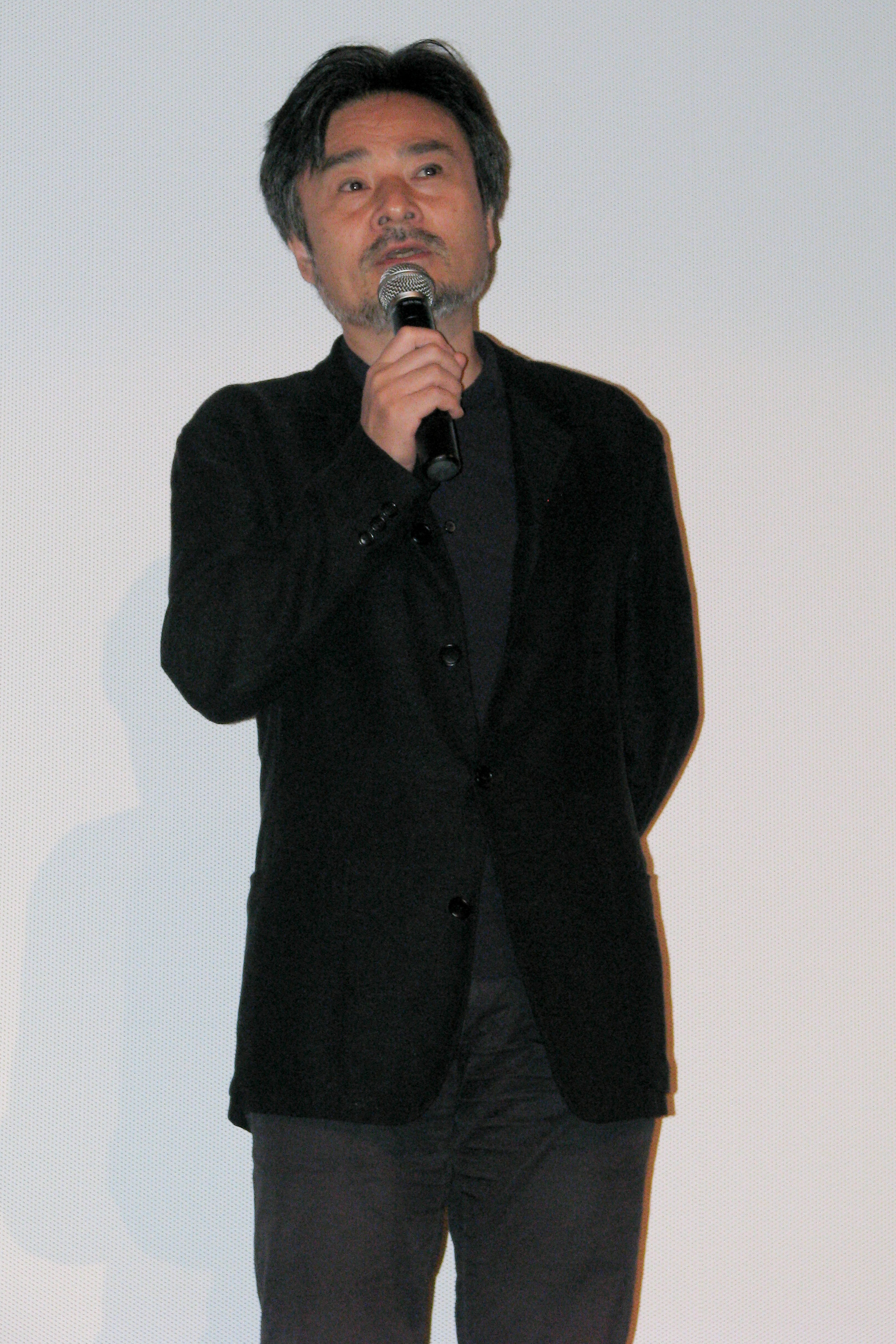
『LOFT ロフト』（2006年）と『トウキョウソナタ』（2008年）上映時に来館した黒沢清監督

1990年代前半には函館市で営業していた各映画会社の直営館が次々と閉館し、1993年には大森町の老舗劇場である巴座も閉館。菅原和博を代表とする市民団体は自主上映の場を奪われ、函館市民470人の出資を得て常設映画館の開館を目指した。1996年5月24日、五稜郭公園近くの函館市繁華街に函館市民映画館シネマアイリス開館。1992年に開館したシアターキノ（札幌市）に次いで北海道で2番目のミニシアター / コミュニティシネマとなった。開館初日の上映作品は『スモーク』（ウェイン・ワン監督）と『カストラート』（ジェラール・コルビオ監督）。開館初年度の1996年には『トレインスポッティング』（ダニー・ボイル監督）が大ヒットした。函館市出身のシンガーソングライター・村岸カンナは中学卒業時の1998年3月に上映された『萌の朱雀』（河瀬直美監督）を見たという。
開館時には函館市に4館の映画館が存在したが、ひとつまたひとつと閉館し、シネマアイリスとJR函館駅前のシネマ太陽函館（4スクリーン）のみとなった。開館当初のシネマアイリスはミニシアター系の作品のみを上映していたが、やがて子どもの長期休暇には子ども向けアニメ映画なども上映するようになり、シネコンでは上映されない旧作名画なども上映するようになった。2006年の『LOFT ロフト』公開時には黒沢清監督がトークショーを行い、篠原哲雄監督は自作の公開時に毎回来館している。2006年5月24日には開館10周年を迎え、高峰秀子（函館市出身）と成瀬巳喜男を特集上映した。2008年12月6日、松竹映画『おくりびと』（滝田洋二郎監督）で上映本数1,000本目を達成。翌年春に同作が日本アカデミー賞、アカデミー外国語映画賞を受賞したこともあって、約3ヵ月に及ぶロングランの他、再上映もする程の大ヒットとなった。
2009年には代表の菅原らが『海炭市叙景』（函館市出身の佐藤泰志原作）の映画化を企画し、函館ロケが行われた作品は2010年秋に公開された。2013年には同じく佐藤泰志原作の『そこのみにて光輝く』の映画化も企画し、やはり函館ロケを行って2014年春に公開された。『そこのみにて光輝く』はモントリオール世界映画祭で最優秀監督賞を受賞するなど高く評価され、シネマアイリスではアンコール上映も行われた。2010年には地域商店街活性化事業の一環としての補助金を受けてデジタル上映及び3D上映設備を設置した。